# Hans Christian Tschiritsch
Hans Christian Tschiritsch (* 7. September 1954 in Wien) ist ein österreichischer Musiker, Komponist und Musikinstrumentenerfinder. Er gilt als Wiener Original.

## Leben
In den 1970er- und 1980er-Jahren war Hans Christian Tschiritsch international als fahrender Musikant, Stelzengeher und Puppenspieler unterwegs. Der Einstieg Tschiritschs in die Musik war der Blues gewesen. Sein erstes Instrument war die Gitarre, die er – ebenso wie später die Geige – autodidaktisch zu spielen erlernt hatte. Zurück in Wien, gründete er im Jahr 1987 zusammen mit dem Akkordeonisten Otto Lechner „Das 1. Strenge Kammerorchester“, welches in Kooperation mit diversen österreichischen Künstlerpersönlichkeiten wie H. C. Artmann, Josef Hader, Otto Grünmandl und Julian Schutting öffentliche Auftritte bestritt. Anfang der 1990er-Jahre engagierte sich Tschiritsch in Wien beim Theater des Augenblicks, dessen Mitbegründer er gewesen ist. Sodann gab es Engagements in der Türkei, unter anderem am türkischen Staatstheater in Antalya.
Im Jahr 1996 gründete Hans Christian Tschiritsch das Ensemble „Tschiritschs Urwerk“, mit dem er in wechselnden Besetzungen drei Alben einspielte. Dem Ensemble gehörten unter anderem Shani Ben-Canar, Wilfried Brandstötter, La Rosa Eldis, Hans-Georg Gutternigg, Peter Huber, Courtney Jones, Christian Martinek, Williams Nelson, Jon Sass und Jaqueline Spörk an.
Als Komponist schrieb Tschiritsch die Musik für eine Reihe von CDs, weiters schuf er Kompositionen für das Wiener Burgtheater. Von 1994 bis 2000 war er am Burgtheater auch als Bühnenmusiker und Geräuschmeister beschäftigt. Darüber hinaus schrieb er die Musik für Aufführungen des Landestheaters Niederösterreich, des Wiener Volkstheaters, des Wiener Serapionstheaters und des Konzerthauses Berlin.
Einen Namen machte sich Hans Christian Tschiritsch im Lauf der Jahre als Erfinder und Konstrukteur von ungewöhnlichen Musikinstrumenten. Diese sind zum Teil aus Alltagsgegenständen gefertigt, etwa der Singende Staubsauger, die Badewannen-Drehleier oder die Nähmaschinen-Obertondrehleier. Andere Instrumente haben Bezeichnungen wie Heisere Lunge, Trichtergeige, Tschiritscheridoo, Klangpropeller, Dröhnrad, Klangbett, oder Wehmutswalze. Nachdem Tschiritsch 1999 aus Anlass des Gedenkjahres für Johann Strauss (Sohn) (1825–1899) eine vier Meter lange und zwei Meter hohe Geige konstruiert hatte, kam er damit ins Guinness-Buch der Rekorde.
Bereits seit Mitte der 1980er-Jahre beschäftigt sich Tschiritsch mit dem Phänomen der Obertöne. Daraus resultierend begann er Obertoninstrumente wie den Klangpropeller, das Zwitscheridoo, die Wehmutswalze, das Trompetuum mobile, die Obertondrehleier oder die Heisere Lunge zu entwickeln. Seine Erfahrungen im Bereich des Obertongesangs gibt Hans Christian Tschiritsch in Seminaren und Workshops weiter.
In den Jahren 2012 und 2013 engagierte sich Hans Christian Tschiritsch in der Wachau im Rahmen des Festivals „Nomaden des Seins“. Ab 2012 trat Tschiritsch (gemeinsam mit anderen Musikern) mit seinem neuen Werk „Tropfen des Seins – Echt-Zeit-Komposition für Wassertropfen, Obertonchor und Instrumentalsolisten“ auf. In weiterer Folge wurde dieses Werk im Wiener Musikverein, im Wasserturm Favoriten, im Wiener Künstlerhaus, in der Wiener St.-Johannes-Nepomuk-Kapelle und in der Wiener Ruprechtskirche aufgeführt. Darüber hinaus gibt der in Wien lebende und wirkende Künstler laufend Konzerte in unterschiedlichen personellen Konstellationen.

## Ausstellungen
- Im Jahr 1996 wurden die für das Publikum spektakulär anmutenden Klang-Objekte von Hans Tschiritsch erstmals in einer Ausstellung, und zwar in der Alten Schmiede in der Wiener Innenstadt, gezeigt.[9]
- Das Österreichische Museum für Volkskunde veranstaltete 1999 unter dem Titel Phono-Inventionen eine Ausstellung zum Werk des Künstlers Hans Christian Tschiritsch.[11]
- Im Jahr 2006 war dem Künstler Hans Christian Tschiritsch im „Verein 08“, Piaristengasse 60, in Wien-Josefstadt eine Ausstellung gewidmet.[8]
- Unter dem Ausstellungstitel „Lauschangriff – Lauschobjekte zum Angreifen“ fand 2016 im Wiener Jazz & Music Club „Porgy & Bess“ eine Ausstellung mit einer Auswahl von Tschiritschs Musikinstrumenten-Erfindungen statt.[12]

## Diskographie
- Das 1. Strenge Kammerorchester, 1991
- Tschiritsch’s Urwerk. 7 vor 1/4, 1995
- Tschiritsch’s Urwerk. Propeller, 1997
- Tschiritsch’s Urwerk. Nr. 3, 2002
- Neun (Hans Tschiritsch, Otto Lechner, Franz Haselsteiner), 2010
- Vienna Sounds, 2012
- NoMaden des Seins, 2016